# La Izquierda Plural
Izquierda Unida-Los Verdes: La Izquierda Plural, o simplemente La Izquierda Plural, fue una coalición política española creada para concurrir a las elecciones generales de 2011; posteriormente se constituyó como grupo parlamentario en el Congreso de los Diputados para la X Legislatura. Su candidato en las elecciones y posterior portavoz parlamentario fue Cayo Lara.
Encabezada por Izquierda Unida, la coalición agrupó a diversos partidos de izquierdas, ecologistas y federalistas de todo el país.

## Historia
Izquierda Unida llegó a las elecciones generales en el contexto de la llamada Refundación de la Izquierda, proceso definido como convergencia política y social que pretende constituirse como "Movimiento Político y Social, con carácter federal", para aglutinar a toda la izquierda alternativa y transformadora en torno a una propuesta política anticapitalista.
Dentro de este proceso de convergencia que se había iniciado en 2008, uno de los dos sectores en pugna por las siglas de Izquierda Republicana decidió volver a integrarse en Izquierda Unida de cara a las elecciones municipales y autonómicas de 2011 después de haber abandonado la coalición 9 años atrás. El proceso continuó con la intención de converger con más fuerzas políticas y sociales de cara a las elecciones generales.
El 12 de julio de 2011 la Presidencia Ejecutiva Federal de IU propuso a Cayo Lara como candidato a las elecciones generales. La candidatura provisional fue aprobada por 33 votos a favor, 1 en contra y 3 abstenciones hasta la siguiente reunión del Consejo Político Federal del 10 de septiembre en la que se ratificó la decisión de la Presidencia por 87 votos a favor, 15 en blanco y 3 nulos.
Finalmente, se presentó a las elecciones generales de 2011 en coalición con Izquierda Republicana, Iniciativa per Catalunya Verds (ICV), Esquerra Unida i Alternativa (EUiA), Chunta Aragonesista (CHA), Socialistas Independientes de Extremadura (SIEX), Batzarre, Los Verdes, Gira Madrid-Los Verdes (GM-LV), Els Verds del País Valencià (EVPV), Els Verds - Opció Verda (EV-OP), Canarias por la Izquierda, Iniciativa por El Hierro (IpH) y el Partido Democrático y Social de Ceuta (PDSC).
Como es habitual en sus candidaturas conjuntas por Cataluña, ICV puso los dos primeros puestos de cada lista, y EUiA el tercero. En Aragón, la Chunta encabezó las listas de Zaragoza y Huesca e IU hizo lo propio en la de Teruel.
La coalición obtuvo 1.680.810 (6,92%) de los votos, pasando a tener once parlamentarios, ocho de IU (de ellos, uno de EUiA), dos de ICV y uno de CHA, el mejor resultado de la formación desde el año 1996, con Julio Anguita al frente de la coalición.

## Nombre por comunidad autónoma
La candidatura, tal como permite el artículo 222 de la Ley Orgánica de 5/1985, se presentó con las siguientes denominaciones en cada comunidad autónoma:
| Comunidad autónoma   | Denominación                                                                                         | Votos                                                            | %                                                                | Diputados                                                        |
| -------------------- | --- | ---------------------------------------------------------------- | ---------------------------------------------------------------- | ---------------------------------------------------------------- |
| Andalucía            | Izquierda Unida Los Verdes-Convocatoria por Andalucía: La Izquierda Plural (IULV-CA)                 | 359.521                                                          | 8,26%                                                            | 2                                                                |
| Aragón               | Chunta Aragonesista-Izquierda Unida de Aragón, La Izquierda de Aragón: La Izquierda Plural (CHA-IUA) | 74.655                                                           | 10,52%                                                           | 1                                                                |
| Asturias             | Izquierda Unida de Asturias-Izquierda Xunida d'Asturies: La Izquierda Plural (IU-IX)                 | 83.312                                                           | 13,27%                                                           | 1                                                                |
| Canarias             | Izquierda Unida Canarias-Iniciativa por El Hierro-Los Verdes: La Izquierda Plural (IUC-IpH-LV)       | 40.048                                                           | 4,31%                                                            | 0                                                                |
| Cantabria            | Izquierda Unida de Cantabria: La Izquierda Plural (IUC)                                              | 12.547                                                           | 3,58%                                                            | 0                                                                |
| Castilla-La Mancha   | Izquierda Unida de Castilla-La Mancha-Los Verdes: La Izquierda Plural (IUCM-LV)                      | 67.626                                                           | 5,77%                                                            | 0                                                                |
| Castilla y León      | Izquierda Unida de Castilla y León: La Izquierda Plural (IUCL)                                       | 85.340                                                           | 5,63%                                                            | 0                                                                |
| Cataluña             | Iniciativa per Catalunya Verds-Esquerra Unida i Alternativa: L'Esquerra Plural (ICV-EUiA)            | 279.599                                                          | 8,09%                                                            | 3                                                                |
| Ceuta                | Izquierda Unida-Partido Democrático y Social de Ceuta: La Izquierda Plural (IU-PDSC)                 | 577                                                              | 1,81%                                                            | 0                                                                |
| Comunidad Valenciana | Esquerra Unida del País Valencià-Els Verds: L'Esquerra Plural (EUPV-EV)                              | 169.381                                                          | 6,50%                                                            | 1                                                                |
| Extremadura          | Izquierda Unida Verdes-Socialistas Independientes de Extremadura: La Izquierda Plural (IU-V-SIEX)    | 37.706                                                           | 5,69%                                                            | 0                                                                |
| Galicia              | Esquerda Unida-Os Verdes: A Esquerda Plural (EU-V)                                                   | 67.182                                                           | 4,12%                                                            | 0                                                                |
| Islas Baleares       | Esquerra Unida Illes Balears-Verds: La Izquierda Plural (EUIB)                                       | 21.626                                                           | 4,94%                                                            | 0                                                                |
| La Rioja             | Izquierda Unida-La Izquierda Plural (IU)                                                             | 7.946                                                            | 4,59%                                                            | 0                                                                |
| Madrid               | Izquierda Unida-Los Verdes: La Izquierda Plural (IU-LV)                                              | 270.223                                                          | 8,04%                                                            | 3                                                                |
| Melilla              | No se presentó, pero pidieron el voto para Coalición por Melilla                                     | No se presentó, pero pidieron el voto para Coalición por Melilla | No se presentó, pero pidieron el voto para Coalición por Melilla | No se presentó, pero pidieron el voto para Coalición por Melilla |
| Murcia               | Izquierda Unida-Verdes de la Región de Murcia: La Izquierda Plural (IUV-RM)                          | 41.775                                                           | 5,69%                                                            | 0                                                                |
| Navarra              | Izquierda-Ezkerra/La Izquierda Plural (IZQUIERDA-EZKERRA)                                            | 18.224                                                           | 5,51%                                                            | 0                                                                |
| País Vasco           | Izquierda Unida-Los Verdes: La Izquierda Plural/Ezker Anitza                                         | 43.522                                                           | 3,68%                                                            | 0                                                                |
| Total                | Total                                                                                                | 1.680.810                                                        | 6,92%                                                            | 11                                                               |

## Grupo parlamentario en el Congreso
Una vez constituido el Congreso de los Diputados, dicho parlamentarios se agruparon en el Grupo Parlamentario IU-ICV-EUiA-CHA: La Izquierda Plural, estando integrados en él entre el 15 y el 23 de diciembre de 2012 los tres diputados de Esquerra Republicana de Catalunya (ERC) para poder acceder a la subvención por mailing.
Los diputados del grupo parlamentario son:
- Cayo Lara (PCE-IU). Presidente y portavoz del grupo, diputado por Madrid.
- José Luis Centella (PCE-IU). Portavoz adjunto primero, diputado por Sevilla.
- Joan Coscubiela (ICV). Portavoz adjunto segundo, diputado por Barcelona.
- Joan Josep Nuet (PCC-EUiA). Portavoz adjunto tercero, diputado por Barcelona.
- Chesús Yuste (CHA). Portavoz adjunto cuarto, diputado por Zaragoza. Deberá dejar su escaño a Álvaro Sanz (IUA) en julio de 2014.[15]
- Gaspar Llamazares (IAb-IU). Diputado por Asturias.
- Laia Ortiz Castellví (ICV). Diputada por Barcelona.
- Ascensión de las Heras (PCE-IU). Diputada por Madrid.
- María Caridad García Álvarez (PCE-IU). Diputada por Madrid.
- Alberto Garzón (PCE-IU). Diputado por Málaga.
- Ricardo Sixto Iglesias (EUPV-IU). Diputado por Valencia.

Las negociaciones para cerrar las portavocías del grupo parlamentario no fueron fáciles. Con la representación conseguida, el Partido Comunista de España volvía a tener el control del grupo, reservándose los dos primeros puestos de mando. Tras el presidente-portavoz Cayo Lara, la portavocía adjunta pasaba a ser para Centella, secretario general del partido. ICV deseaba la primera portavocía, mientras que IU tenía planeado relegarla al tercer lugar —poniendo en el segundo puesto a Joan Josep Nuet, de EUiA—; el acuerdo final situó al ecologista Joan Coscubiela en la segunda portavocía y a Nuet en la tercera.
Sabiéndose apartado de la dirección del grupo parlamentario, Gaspar Llamazares, líder parlamentario de IU en los once años anteriores, intentó sin éxito ser elegido para formar parte de la Mesa del Congreso, frustrado por el acuerdo entre PP, PSOE y CiU para repartirse los nueve puestos de este órgano. Después de este incidente, el PCE ofreció a Llamazares una cuarta portavocía adjunta que este rechazó, quedándose de "diputado raso". Chesús Yuste, de CHA, asumió la cuarta portavocía.

## Nota
1. ↑  Aunque ciertos medios y partidos califican a IU y a sus partidos integrantes como de extrema izquierda,[1][2] su renuncia a la vía revolucionaria y su aceptación del parlamentarismo y la democracia liberal como medios para lograr el gobierno les eximen de las definiciones más habituales de esa posición.[3]